# Enemies of Happiness
Enemies of Happiness (Vores lykkes fjender) ist ein Dokumentarfilm der dänischen Regisseurin Eva Mulvad über die afghanische Parlamentsabgeordnete Malalai Joya.
Für die Aufnahmen begleitete das Filmteam die damals 28-jährige Joya bei ihrer Wahlkampagne zur ersten demokratischen Parlamentswahl in Afghanistan seit 30 Jahren im September 2005. Der Film gibt einen Einblick in die schwierigen Lebensumstände der afghanischen Bevölkerung.

## Auszeichnungen
- 2006: Silver Wolf Award, IDFA, Amsterdam
- 2007: Best long documentary, Festival Films De Femmes, High School Jury, Créteil
- 2007: International Premier Award, One World Media Awards, London
- 2007: Nestor Almendros Prize, Human Rights Watch Film Festival, New York
- 2007: Speciel Mention, One World Human Rights Film Festival
- 2007: Audience Mention Best Documentary, 15 Mostra Internacional de film de dones, Barcelona[1]